# Peckoltia vittata
Peckoltia vittata (лат.) — вид лучепёрых рыб из семейства кольчужных сомов, обитающий в Южной Америке.

## Описание
Общая длина достигает 14 см. Наблюдается половой диморфизм: самки крупнее самцов. Голова большая, рыло немного вытянуто. Глаза умеренно большие с радужной оболочкой. Есть боковой гребень. Рот представляет собой присоску. Зубы щёткоподобные, на обеих челюстях имеют одинаковый размер. Туловище коренастое, покрыто костными пластинками Спинной плавник высокий, состоит из 2 жёстких и 7 мягких лучей. Жировой плавник небольшой. Грудные плавники широкие. Анальный плавник состоит из 1 жёсткого и 4 мягких лучей. Хвостовой плавник широкий, с вырезом. Нижняя лопасть вытянутая.
Окраска тёмно-бурая с 5-6 тонкими золотистыми полосами на туловище и перпендулярними им линиям на голове. Плавники полосатые. Интенсивность окраски зависит от настроения.

## Образ жизни
Это донная, довольно территориальная, рыба. Встречается на быстрых участках рек с каменистым дном. рыба. Днём лежит на грунте, активна ночью. Питается преимущественно водорослями.

## Размножение
Самки откладывают икру в пещерках, кладку охраняют самцы.

## Распространение
Обитает в реках Шингу, Тапажос, Мадейра, Вентуари, Уатума — в пределах Венесуэлы и Бразилии.